# DFB-Pokal 2024/25 (Frauen)
Der DFB-Pokal der Frauen wurde in der Saison 2024/25 zum 45. Mal ausgespielt. Das Finale fand wie seit der Saison 2009/10 üblich im Rheinenergiestadion in Köln statt. Der FC Bayern München besiegte Werder Bremen mit 4:2 und errang damit seinen zweiten Pokalsieg.
Der VfL Wolfsburg (Serienpokalsieger 2015–2024) schied im Viertelfinale gegen die TSG 1899 Hoffenheim aus. Es war für Wolfsburg die erste Pokalniederlage nach elf Jahren.

## Teilnehmende Mannschaften
Insgesamt nehmen 50 Mannschaften am DFB-Pokal teil. Automatisch qualifiziert sind die Mannschaften der 1. und der 2. Bundesliga der abgelaufenen Spielzeit. Dazu kommen die Meister der fünf Regionalligastaffeln und die Sieger der 21 Landespokalwettbewerbe. Zweite Mannschaften sind grundsätzlich nicht teilnahmeberechtigt. Des Weiteren rückt für einen Regionalligameister, der auch in die 2. Bundesliga aufsteigt, die nächste noch nicht qualifizierte Mannschaft der Liga nach.
| Andernach |

| Aurach 11 |

| Berlin 3 (3 Vereine) |

| Bielefeld |

| Bochum |

| Brandenburg |

| Bremen 2 (2 Vereine) |

| Bruchsal 12 |

| Duisburg |

| Engen 15 |

| Erfurt |

| Essen |

| Forstern |

| Frankfurt/M. |

| Freiburg |

| Göttingen |

| Hamburg 1 (2 Vereine) |

| Henstedt- Ulzburg |

| Ingolstadt |

| Jena |

| Kaiserslautern 8 |

| Kiel |

| Kleve 5 |

| Köln (2 Vereine) |

| Leipzig (2 Vereine) |

| Leverkusen |

| Magdeburg |

| Mainz |

| Meppen |

| Mönchengladbach |

| München |

| Münster 4 |

| Nürnberg |

| Offenbach |

| Potsdam |

| Quierschied 9 |

| Rheda-Wiedenbrück 6 |

| Rostock |

| Schweich 7 |

| Sinsheim 10 |

| Waiblingen 13 |

| Wolfsburg |

| Willstätt 14 |

| Bundesliga die 12 Vereine der Saison 2023/24 | 2. Bundesliga 10 der 14 Vereine der Saison 2023/24 | Regionalliga Meister und Nachrücker der Regionalliga-Saison 2023/24 |
| FC Bayern München VfL Wolfsburg (TV) Eintracht Frankfurt SGS Essen TSG 1899 Hoffenheim Bayer 04 Leverkusen Werder Bremen RB Leipzig SC Freiburg 1. FC Köln 1. FC Nürnberg (II) MSV Duisburg (–) 1                                    | 1. FFC Turbine Potsdam (I) FC Carl Zeiss Jena (I) SV Meppen Hamburger SV SG 99 Andernach SC Sand FSV Gütersloh 2009 Borussia Mönchengladbach FC Ingolstadt 04 SV 67 Weinberg                                                                                 | - Nord SV Henstedt-Ulzburg - Nordost 1. FC Union Berlin (II) Hertha BSC 2 - West VfL Bochum (II) Arminia Bielefeld 3 - Südwest 1. FSV Mainz 05 - Süd SV Hegnach                                                                                      |
| Verbandspokale die Landespokalsieger der 21 Landesverbände des DFB | | |
| - Baden Karlsruher SC (III) - Bayern FC Forstern (IV) 4 - Berlin FC Viktoria 1889 Berlin (III) 4 - Brandenburg BSG Stahl Brandenburg (IV) - Bremen ATS Buntentor (III) - Hamburg FC St. Pauli (III) - Hessen Kickers Offenbach (III) | - Mecklenburg-Vorpommern Hansa Rostock (III) - Mittelrhein SC Fortuna Köln (III) - Niederrhein VfR Warbeyen (III) - Niedersachsen ESV RW Göttingen (IV) - Rheinland TuS Issel (III) - Saarland SV Elversberg (III) - Sachsen SV Eintracht Leipzig-Süd (IV) 4 | - Sachsen-Anhalt 1. FC Magdeburg (III) - Schleswig-Holstein Kieler MTV (III) - Südbaden Hegauer FV (IV) - Südwest SC Siegelbach (III) 4 - Thüringen 1. FFV Erfurt (III) 4 - Westfalen DJK Wacker Mecklenbeck (III) - Württemberg VfB Stuttgart (III) |
| Ligaebene in Klammern: I = Bundesliga • II = 2. Bundesliga • III = Regionalliga • IV = 4. Liga • V = 5. Liga • VI = 6. Liga | | |

## Prämien
Der DFB hat für die Saison 2024/25 die Ausschüttung von Prämien für den DFB-Pokal von insgesamt 75,9 Millionen Euro angekündigt, von denen 1,7 Millionen Euro den Vereinen im DFB-Pokal der Frauen gezahlt werden sollen. Das ist eine Verdoppelung zur letzten Saison.
| 1. Runde      | 5.000 Euro   |             |
| 2. Runde      | 7.000 Euro   |             |
| 3. Runde      | 10.000 Euro  |             |
| Viertelfinale | 70.000 Euro  |             |
| Halbfinale    | 80.000 Euro  |             |
| Finale        | 100.000 Euro | (Verlierer) |
| Finale        | 150.000 Euro | (Sieger)    |

Sollte der DFB-Pokalsieger also aus der Bundesliga kommen (und somit erst in der zweiten Hauptrunde einsteigen), erhält er in der Summe Prämien in Höhe von 317.000 Euro.

## Modus
Klassentiefere Teams erhalten bis zum Viertelfinale das Heimrecht gegen klassenhöhere zugesprochen. Sollten sich jedoch beide Teams unterhalb der 2. Bundesliga befinden, erfolgt kein Heimrechttausch. Die ersten beiden Runden werden in regionalen Gruppen (Nord/Süd) gespielt. Die Mannschaften der Bundesliga und die beiden bestplatzierten Teams der 2. Bundesliga der Saison 2023/24 erhalten ein Freilos in der ersten Runde.

## Termine
- 1. Runde: 17. bis 19. August 2024
- 2. Runde: 7. bis 9. September 2024
- Achtelfinale: 22. bis 24. November 2024
- Viertelfinale: 11. bis 13. Februar 2025
- Halbfinale: 22. bis 23. März 2025
- Finale: 1. Mai 2025

## Ergebnisse

### 1. Runde
Die erste Runde wurde am 27. Juni 2024 durch die Sportliche Leiterin Talentförderung Frauen & Mädchen Ulrike Ballweg ausgelost.
| Datum             |                               | Ergebnis                         |                               | Austragungsort                              |
| ----------------- | ----------------------------- | -------------------------------- | ----------------------------- | ------------------------------------------- |
| 17.08.2024, 14:00 | Hertha BSC (III)              | 5:0 (2:0)                        | ATS Buntentor (III)           | Stadion auf dem Wurfplatz, Berlin           |
| 17.08.2024, 15:00 | Karlsruher SC (III)           | 5:0 (1:0)                        | SV Elversberg (III)           | Sportzentrum Bruchsal, Bruchsal             |
| 17.08.2024, 14:00 | SC Fortuna Köln (III)         | 3:1 (2:1)                        | TuS Issel (III)               | Stadion Merianstraße, Köln 1                |
| 17.08.2024, 18:00 | VfR Warbeyen (III)            | 1:1 n. V. (1:1, 0:0) (3:4 i. E.) | DJK Wacker Mecklenbeck (III)  | Gustav-Hoffmann-Stadion, Kleve 2            |
| 18.08.2024, 11:00 | Hansa Rostock (III)           | 0:10 (0:4)                       | VfL Bochum (II)               | Volksstadion, Rostock                       |
| 18.08.2024, 13:30 | SC Siegelbach (III)           | 2:5 (0:1)                        | 1. FFV Erfurt (III)           | SC Siegelbach, Kaiserslautern–Siegelbach    |
| 18.08.2024, 14:00 | FC St. Pauli (III)            | 0:2 (0:1)                        | Arminia Bielefeld (III)       | Adolf-Jäger-Kampfbahn, Hamburg 3            |
| 18.08.2024, 14:00 | Kickers Offenbach (III)       | 3:2 (2:2)                        | FC Ingolstadt 04 (II)         | SANA Sportpark, Offenbach am Main           |
| 18.08.2024, 14:00 | SV Eintracht Leipzig-Süd (IV) | 0:5 (0:4)                        | Borussia Mönchengladbach (II) | Südkampfbahn, Leipzig                       |
| 18.08.2024, 14:00 | FC Forstern (IV)              | 0:4 (0:2)                        | SV 67 Weinberg (II)           | Sportplatz Forstern, Forstern               |
| 18.08.2024, 14:00 | Hegauer FV (IV)               | 0:4 (0:1)                        | SV Hegnach (III)              | Stadion Welschingen, Engen–Welschingen      |
| 18.08.2024, 14:00 | VfB Stuttgart (III)           | 1:2 (0:1)                        | 1. FSV Mainz 05 (III)         | VfB-Clubzentrum, Platz 1, Stuttgart         |
| 18.08.2024, 15:00 | ESV Rot-Weiß Göttingen (IV)   | 1:7 (0:3)                        | SV Meppen (II)                | Sportplatz Rot-Weiß Göttingen, Göttingen    |
| 18.08.2024, 15:00 | SV Henstedt-Ulzburg (III)     | 1:4 (0:0)                        | FC Viktoria 1889 Berlin (III) | Beckersbergstadion, Henstedt-Ulzburg        |
| 18.08.2024, 15:00 | 1. FC Magdeburg (III)         | 0:2 (0:1)                        | Hamburger SV (II)             | Avnet Arena, Magdeburg 4                    |
| 18.08.2024, 15:00 | SG 99 Andernach (II)          | 1:2 (0:2)                        | SC Sand (II)                  | Stadion am Bassenheimer Weg, Andernach      |
| 18.08.2024, 15:00 | BSG Stahl Brandenburg (IV)    | 1:5 (0:2)                        | Kieler MTV (III)              | Stadion am Quenz, Brandenburg an der Havel  |
| 20.08.2024, 18:30 | FSV Gütersloh 2009 (II)       | 2:2 n. V. (2:2, 1:0) (2:4 i. E.) | 1. FC Union Berlin (II)       | Ohlendorf-Stadion im Heidewald, Gütersloh 5 |

### 2. Runde
Die 2. Runde wurde am 20. August 2024 in Gütersloh im Anschluss an die Partie Gütersloh gegen Union Berlin durch die ehemalige Nationalspielerin Verena Schweers ausgelost. Die Ziehung leitete die ehemalige Nationalspielerin Renate Lingor.
| Datum             |                               | Ergebnis                         |                            | Austragungsort                                         |
| ----------------- | ----------------------------- | -------------------------------- | -------------------------- | ------------------------------------------------------ |
| 06.09.2024, 18:30 | Hertha BSC (III)              | 0:6 (0:3)                        | VfL Wolfsburg (I)          | Stadion auf dem Wurfplatz, Berlin                      |
| 07.09.2024, 13:00 | MSV Duisburg (–)              | 0:9 (0:4)                        | Hamburger SV (II)          | Sportanlage Mündelheimer Straße, Duisburg              |
| 07.09.2024, 14:00 | SV Meppen (II)                | 1:1 n. V. (1:1, 0:0) (2:3 i. E.) | FC Carl Zeiss Jena (I)     | Hänsch-Arena, Meppen                                   |
| 07.09.2024, 14:00 | Kieler MTV (III)              | 0:4 (0:2)                        | VfL Bochum (II)            | Sportplatz Schilksee, Kiel                             |
| 07.09.2024, 14:00 | 1. FC Nürnberg (II)           | 1:2 (1:2)                        | SC Freiburg (I)            | Max-Morlock-Platz, Sportpark Valznerweiher, Nürnberg   |
| 07.09.2024, 17:00 | 1. FSV Mainz 05 (III)         | 3:0 (0:0)                        | Kickers Offenbach (III)    | Bruchwegstadion auf dem Wolfgang Frank Campus, Mainz 1 |
| 08.09.2024, 12:00 | Karlsruher SC (III)           | 0:2 (0:1)                        | Bayer 04 Leverkusen (I)    | Artur Beier-Stadion, Karlsruhe 2                       |
| 08.09.2024, 13:00 | SC Fortuna Köln (III)         | 3:1 (1:1)                        | SV 67 Weinberg (II)        | Stadion Merianstraße, Köln 3                           |
| 08.09.2024, 14:00 | SC Sand (II)                  | 0:6 (0:2)                        | FC Bayern München (I)      | Adams-Arena, Willstätt–Sand                            |
| 08.09.2024, 14:00 | Borussia Mönchengladbach (II) | 1:1 n. V. (1:1, 0:0) (8:7 i. E.) | 1. FC Köln (I)             | Grenzlandstadion, Mönchengladbach                      |
| 08.09.2024, 15:00 | Arminia Bielefeld (III)       | 0:4 (0:2)                        | Werder Bremen (I)          | SchücoArena, Bielefeld 4                               |
| 08.09.2024, 15:00 | FC Viktoria 1889 Berlin (III) | 0:2 (0:1)                        | 1. FFC Turbine Potsdam (I) | Stadion Lichterfelde, Berlin                           |
| 08.09.2024, 15:00 | SV Hegnach (III)              | 0:7 (0:2)                        | TSG 1899 Hoffenheim (I)    | Sportplatz Hegnach, Waiblingen–Hegnach                 |
| 08.09.2024, 15:30 | DJK Wacker Mecklenbeck (III)  | 0:3 (0:1)                        | SGS Essen (I)              | Sportanlage Mecklenbeck, Münster–Mecklenbeck           |
| 08.09.2024, 16:00 | 1. FC Union Berlin (II)       | 1:0 (1:0)                        | RB Leipzig (I)             | Stadion An der Alten Försterei, Berlin                 |
| 11.09.2024, 18:30 | 1. FFV Erfurt (III)           | 0:10 (0:3)                       | Eintracht Frankfurt (I)    | Steigerwaldstadion, Erfurt 5                           |

### Achtelfinale
Das Achtelfinale wurde am 16. September 2024 ausgelost. Als Ziehungsleiter fungierte der neue Bundestrainer Christian Wück, Losfee war die ehemalige Nationalspielerin Lena Lotzen, die heute als Expertin für Sky tätig ist, wo die Auslosung übertragen wurde.
| Datum             |                               | Ergebnis  |                            | Austragungsort                                         |
| ----------------- | ----------------------------- | --------- | -------------------------- | ------------------------------------------------------ |
| 22.11.2024, 18:00 | Bayer 04 Leverkusen (I)       | 1:0 (0:0) | 1. FFC Turbine Potsdam (I) | Ulrich-Haberland-Stadion, Leverkusen                   |
| 22.11.2024, 18:30 | 1. FC Union Berlin (II)       | 0:2 (0:0) | Eintracht Frankfurt (I)    | Stadion An der Alten Försterei, Berlin                 |
| 22.11.2024, 18:30 | VfL Bochum (II)               | 0:5 (0:2) | TSG 1899 Hoffenheim (I)    | Vonovia Ruhrstadion, Bochum 1                          |
| 23.11.2024, 14:00 | Borussia Mönchengladbach (II) | 2:0 (0:0) | SGS Essen (I)              | Grenzlandstadion, Mönchengladbach                      |
| 23.11.2024, 16:00 | SC Fortuna Köln (III)         | 0:3 (0:1) | Werder Bremen (I)          | Südstadion, Köln 2                                     |
| 23.11.2024, 17:00 | 1. FSV Mainz 05 (III)         | 1:4 (1:0) | VfL Wolfsburg (I)          | Bruchwegstadion auf dem Wolfgang Frank Campus, Mainz 3 |
| 24.11.2024, 12:00 | Hamburger SV (II)             | 4:2 (1:1) | FC Carl Zeiss Jena (I)     | Volksparkstadion, Platz 6, Hamburg                     |
| 24.11.2024, 16:00 | SC Freiburg (I)               | 1:2 (0:1) | FC Bayern München (I)      | Dreisamstadion, Freiburg im Breisgau                   |

### Viertelfinale
Die Auslosung für das Viertelfinale fand am 15. Dezember 2024 zusammen mit der für das Viertelfinale des DFB-Pokals der Männer statt. Sie wurde im ZDF live übertragen, Losfee war Handball-Nationalspieler Julian Köster.
| Datum             |                         | Ergebnis             |                               | Austragungsort                       |
| ----------------- | ----------------------- | -------------------- | ----------------------------- | ------------------------------------ |
| 12.02.2025, 18:30 | TSG 1899 Hoffenheim (I) | 1:0 (0:0)            | VfL Wolfsburg (I)             | Dietmar-Hopp-Stadion, Sinsheim       |
| 12.02.2025, 18:30 | Hamburger SV (II)       | 2:0 (1:0)            | Borussia Mönchengladbach (II) | Volksparkstadion, Hamburg 1          |
| 12.02.2025, 18:30 | Bayer 04 Leverkusen (I) | 0:1 (0:1)            | Werder Bremen (I)             | Ulrich-Haberland-Stadion, Leverkusen |
| 12.02.2025, 18:30 | FC Bayern München (I)   | 4:1 n. V. (1:1, 0:0) | Eintracht Frankfurt (I)       | FC Bayern Campus, München            |

### Halbfinale
Die Auslosung für das Halbfinale erfolgte am 17. Februar 2025 und wurde von Sky übertragen. Die Ziehungsleiterin war Célia Šašić, DFB-Vizepräsidentin für Gleichstellung und Diversität, Losfee war die ehemalige Nationalspielerin Turid Knaak. Bereits zwei Wochen vor der Partie waren alle 57.000 Eintrittskarten für das Duell Hamburger SV gegen Werder Bremen im Volksparkstadion verkauft. Es ist die höchste Zuschauerzahl für ein Frauen-Vereinsspiel in Deutschland.
| Datum             |                       | Ergebnis             |                         | Austragungsort              |
| ----------------- | --------------------- | -------------------- | ----------------------- | --------------------------- |
| 22.03.2025, 14:00 | FC Bayern München (I) | 3:2 (2:2)            | TSG 1899 Hoffenheim (I) | FC Bayern Campus, München   |
| 23.03.2025, 15:30 | Hamburger SV (II)     | 1:3 n. V. (1:1, 0:0) | Werder Bremen (I)       | Volksparkstadion, Hamburg 1 |

### Finale
| Paarung           | FC Bayern München – Werder Bremen |
| Ergebnis          | 4:2 (2:1) |
| Datum             | 1. Mai 2025 um 16:00 Uhr |
| Stadion           | Rheinenergiestadion, Köln |
| Zuschauer         | 45.146 (ausverkauft) |
| Schiedsrichterin  | Annika Kost (Münster) |
| Tore              | 1:0 Schüller (6.) 2:0 Simon (30.) 2:1 Dieckmann (45.+2') 3:1 Schüller (65.) 4:1 Schüller (79.) 4:2 Mühlhaus (90.+4') |
| FC Bayern München | Ena Mahmutovic – Giulia Gwinn, Glódís Viggósdóttir, Magdalena Eriksson (86. Michelle Ulbrich), Carolin Simon (56. Tuva Hansen) – Sydney Lohmann (77. Linda Dallmann), Sarah Zadrazil – Jovana Damnjanović (77. Julia Zigiotti Olme), Pernille Harder (86. Arianna Caruso), Klara Bühl – Lea Schüller Cheftrainer: Alexander Straus ( Norwegen) |
| Werder Bremen     | Livia Peng – Maria Penner (35. Lara Schmidt), Lina Hausicke, Hanna Németh, Kaylie Ronan – Ricarda Walkling (46. Maja Sternad), Rieke Dieckmann (83. Juliane Wirtz) – Tuana Mahmoud, Sophie Weidauer (83. Emőke Pápai), Reena Wichmann (68. Verena Wieder) – Larissa Mühlhaus Cheftrainer: Thomas Horsch                                        |
| Gelbe Karten      | Simon (37.), Viggosdottir (51.), Damnjanovic (71.) – Mühlhaus (70.) |